# 18e Legergroep

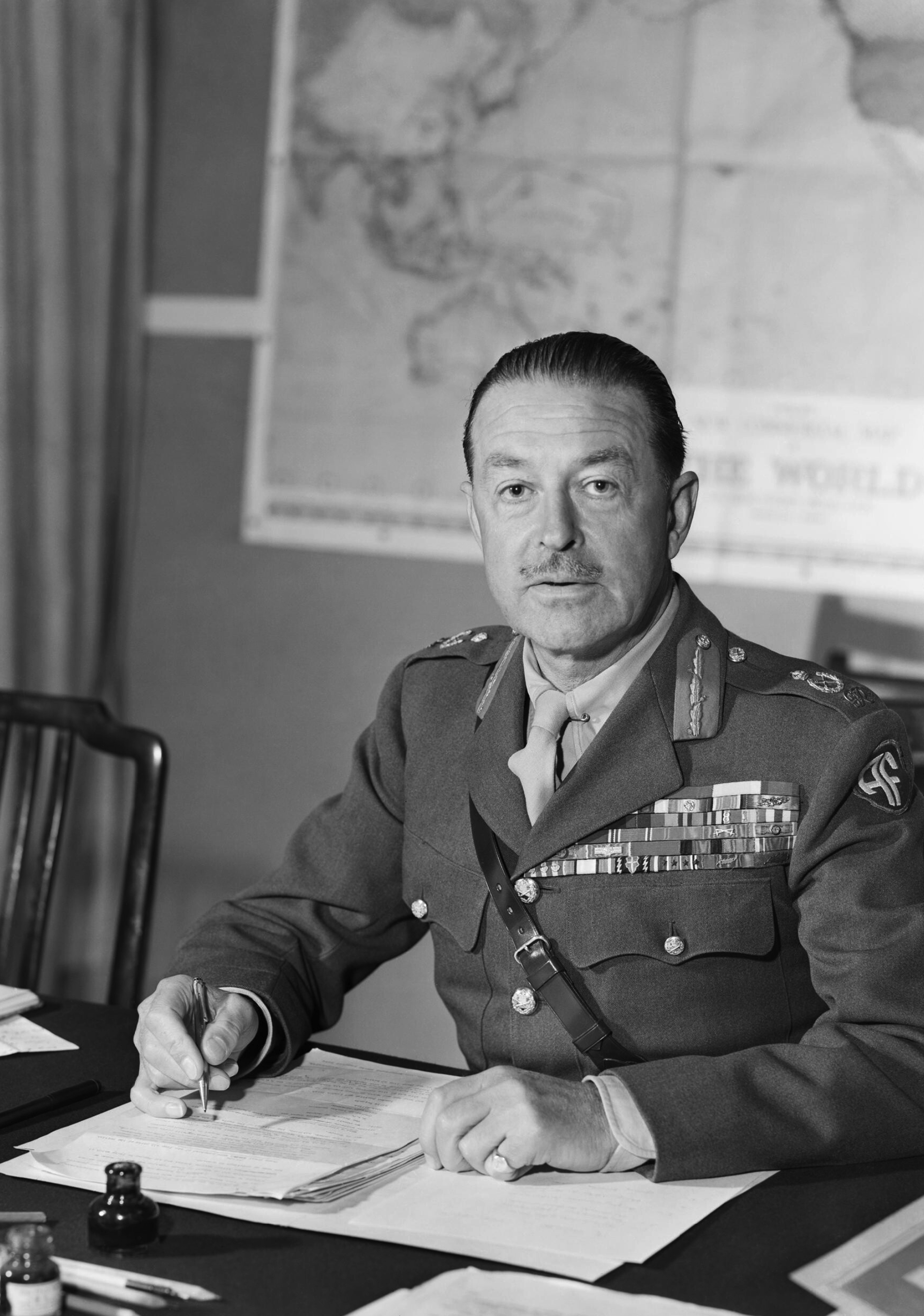
Harold Alexander

De 18e Legergroep (Engels: 18th Army Group) was een legergroep van de geallieerden tijdens de Tweede Wereldoorlog. Generaal Sir Harold Alexander was bevelhebber van de 18e Legergroep.

## Geschiedenis
De 18e Legergroep werd op 20 februari 1943 opgericht toen het Britse 8e Leger uit het oosten en het Britse 1e Leger uit het westen richting Tunesië oprukten.
De eenheid was actief tijdens de Tunesische veldtocht. De 18e Legergroep stond tegenover twee Duitse legers, Heeresgruppe Afrika onder commando van Erwin Rommel en het 5e Pantserleger onder commando van Hans-Jürgen von Arnim. De bekendste slag waarbij de 18e Legergroep betrokken was de Slag om de Kasserinepas.
De 18e Legergroep werd op 15 mei 1943 ontbonden. 

## Formaties
De voornaamste formaties van de 18e Legergroep waren het Britse 8e Leger onder commando van generaal Bernard Montgomery en het Britse 1e Leger onder commando van luitenant-generaal Kenneth Arthur Noel Anderson.
- 8e Leger (generaal Bernard Montgomery)
  - 10e Legerkorps
  - 13e Legerkorps
  - 30e Legerkorps

- 1e Leger  (luitenant-generaal Kenneth Arthur Noel Anderson)
  - 5e Legerkorps
  - 9e Legerkorps
  - Amerikaanse 2e Legerkorps
  - Franse 19e Legerkorps